# Bricht
Bricht ist ein Ortsteil der Gemeinde Schermbeck im Kreis Wesel in Nordrhein-Westfalen.

## Geographie

Lage von Bricht in Schermbeck

### Lage
Bricht liegt einen Kilometer westlich vom Kernort Schermbeck an der Bundesstraße 58. Begrenzt wird der Ortsteil im Westen von Damm, im Norden von Dämmerwald und Overbeck, im Osten von Schermbeck-Mitte und im Süden von dem durch die Lippe getrennten Schermbecker Ortsteil Gahlen. Das gesamte Ortsgebiet ist Teil des Naturparks Hohe Mark-Westmünsterland.

### Naturschutzgebiete
Die Naturschutzgebiete Dämmer Wald und Lichtenhagen grenzen im Norden und Westen an Bricht. Die Lippe-Niederung bei Bricht ist in das Feuchtwiesen-Schutzprogramms des Landes Nordrhein-Westfalen aufgenommen worden und mit etwa 728 Hektar größtes Naturschutzgebiet in Schermbeck.

## Geschichte
Die Bauerschaft Bricht wird 1163 in einer Urkunde des Grafen von Kleve erstmals erwähnt. Bis 1975 war Bricht eine selbständige Gemeinde im Amt Schermbeck, Kreis Rees. Am 1. Januar 1975 kommt es im Rahmen der Neugliederung in Nordrhein-Westfalen zum Zusammenschluss der Gemeinden Schermbeck, Altschermbeck, Bricht, Damm, Dämmerwald, Gahlen, Overbeck und Weselerwald zur Gemeinde Schermbeck.

### Bevölkerungsentwicklung
- 1910: 373[3]
- 1931: 373[4]
- 1961: 439[2]
- 1970: 464[2]
- 1974: 558[5]
- 2005: 793

## Bildung und Sport
In Bricht gibt es einen Schützen- und einen Angelsportverein, das Tambourcorps Bricht 1931, sowie einen Musikverein für schottische Pipes & Drums.